# Dolmen von Alcántara
Die Dolmen von Alcántara in der Region Alcántara in der Extremadura in Spanien sind eine Gruppe von mehr als 40 Großsteingräbern (dolmen). Die zumeist kleinen (den benachbarten portugiesischen Antas gleichenden) Dolmen sind aus Granit- und Schieferplatten errichtet.

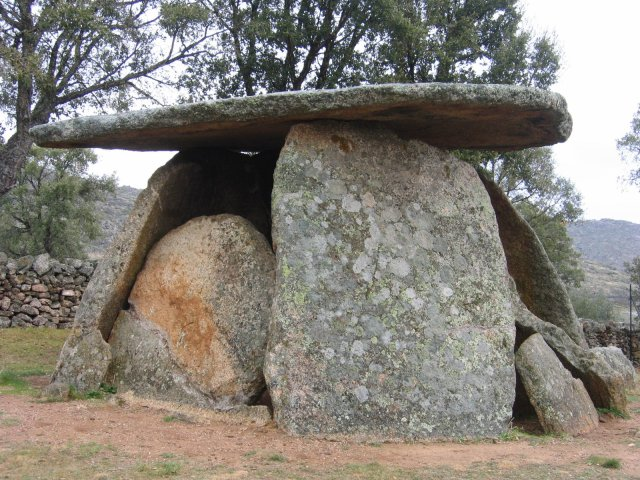
Dolmen del Mellizo

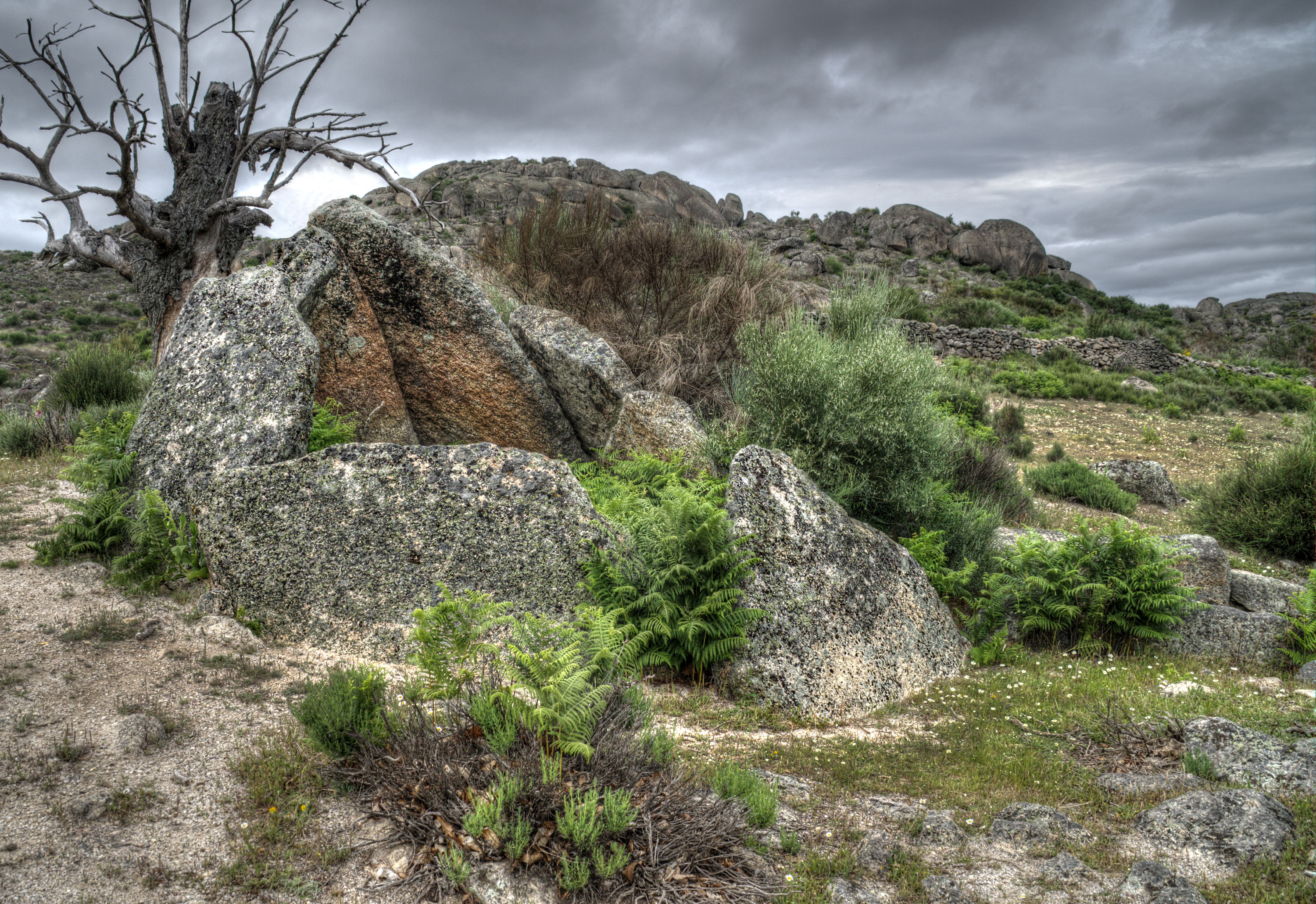
Dolmen Data I

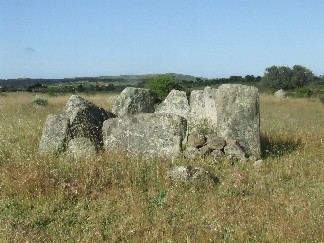
Dolmen Pata Caballo

## Lage
Die Dolmen befinden sich nahe der Grenze zu Portugal in der näheren und weiteren Umgebung der Gemeinde Alcántara in Höhen zwischen ca. 290 und 530 m ü. d. M. Die beiden augenfälligsten Monumente der Gruppe (Dolmen de Juan Rol I, Maimón (Dolmen Maimon II) und Trincones) stehen etwa 1,5 km in Ost-West-Richtung voneinander entfernt.

## Geschichte

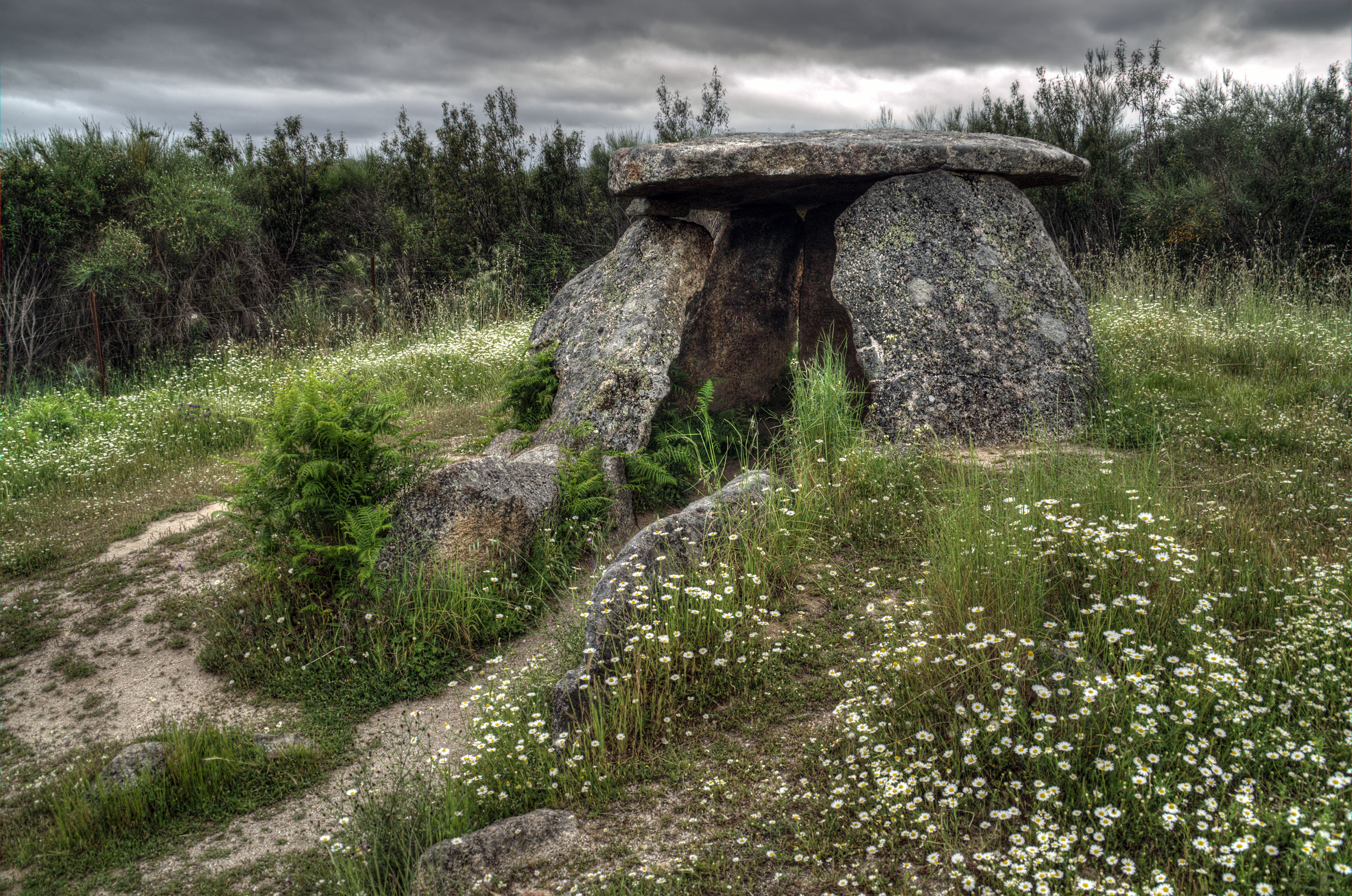
Dolmen Cajirón II

Die Entstehung der ursprünglich von Erdhügeln (tumuli) aus Steinen, Erde und Gras bedeckten Grabstätten fällt in die späte Jungsteinzeit oder die frühe Kupferzeit (etwa 4200–3500 v. Chr.) Die Erdhügel wurden im Lauf der Zeit durch Naturkräfte und von Menschenhand abgetragen.
Die Dolmen wurden erst in den 1960er- und 1970er-Jahren von Fernando Tostado für die archäologische Forschung entdeckt. 1980 grub Cleofe Rivero in La Puente und Retamar, aber seine Ergebnisse sind nicht veröffentlicht. 1988 listete Clemente Montano in seinem Werk: Aproximación al estudio de los sepulcros megalíticos de Alcántara 36 Dolmen auf. Die Dolmen Maimon I + II, Juan Rol I und Trincones I + II wurden von Primitiva Bueno Ramírez in den Jahren 1997 und 1998 ausgegraben. Die jüngste Katalogisierung von Antonio Carmona hat die Zahl der Dolmen in Alcántara auf dreiundsiebzig erhöht, was auch die Anzahl der in Zarza la Mayor und Brozas registrierten Dolmen erhöht.

## Kleinfunde
Im Gegensatz zu anderen Regionen der Iberischen Halbinsel wurden diese Megalithanlagen zwar auch gestört, aber kaum ausgeraubt und enthielten zahlreiche Grabbeigaben (Äxte, Keramik, Pfeilspitzen, Schieferplattenidole etc.) und somit wertvolle Informationen zu den wahrscheinlich in der Nähe existierenden Siedlungen.

## Menhir
Wie auf der Iberischen Halbinsel üblich, fehlen einzeln stehende Großsteinmonumente (Menhire) in der Gruppe beinahe völlig. Der ca. 4,65 m hohe, wieder aufgerichtete Menhir von Cabezo steht nahe nordöstlich bei der Kleinstadt Alcántara und ist der einzige in dieser Region. Er hat zwei größere und mehrere kleinere schalenförmige Einbuchtungen (Cazoleta (petroglifo)), die an einem aufrecht stehenden Stein wenig Sinn machen.